# Hansenium tropex
Hansenium tropex är en kräftdjursart som beskrevs av Bolstad och Brian Frederick Kensley 1999. Hansenium tropex ingår i släktet Hansenium och familjen Stenetriidae. Inga underarter finns listade i Catalogue of Life.